# Progressione (musica)
Nella teoria musicale, la progressione è la ripetizione successiva, ogni volta trasposta di un certo intervallo, di un elemento melodico e/o armonico, che prende il nome di modello; essa si può svolgere nell'ambito di una voce o, in forma imitativa, in maniera alternata tra più voci.
Si parla di progressione ascendente o discendente a seconda della direzione delle trasposizioni del modello. Si parla inoltre di progressione monotonale se essa si mantiene sempre nell'ambito della medesima tonalità; di progressione modulante se ciò non si verifica.
Le ripetizioni del modello possono essere del tutto letterali, ma si parla di progressione anche nel caso di ripetizioni fiorite o variate in diversi modi.

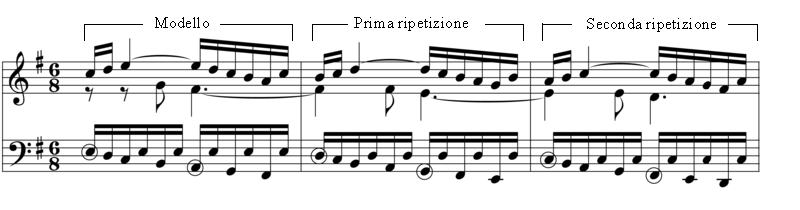
Esempio di progressione monotonale discendente, dalla Fuga BWV 860 di Johann Sebastian Bach. Considerando le note cerchiate come bassi armonici, si vede che la progressione segue un segmento del circolo delle quinte.

## Utilizzo della progressione
La progressione è una forma di ripetizione, e quindi ha in primo luogo la funzione di ribadire un pensiero musicale. Essendo tuttavia una ripetizione trasposta, essa non comunica un effetto di staticità, ma fa evolvere il discorso musicale verso una tappa più o meno provvisoria.
La progressione è stata impiegata assai largamente dalla musica del XVII e XVIII secolo, e anzi la sua frequenza nell'arte musicale barocca costituisce, insieme al tipico ritmo pulsivo, uno degli elementi caratteristici più marcati.
La progressione ha un ruolo architettonico importante in diverse forme musicali. In particolare:
- nella fuga essa caratterizza i divertimenti, che nell'ambito della composizione di scuola sono costruiti proprio a partire da una progressione melodica imitativa formata da elementi sentiti nell'esposizione.
- nella forma sonata essa è spesso un importante ingrediente dello sviluppo, ed è impiegata il più delle volte come mezzo modulante in grado di aumentare la tensione fino a un culmine che viene risolto di solito dall'avvio della ripresa.